# Jukka Tiensuu
Jukka Santeri Tiensuu (* 30. August 1948 in Helsinki) ist ein finnischer Komponist, Cembalist, Dirigent und Pianist.

## Leben
Jukka Tiensuu erhielt seine musikalische Ausbildung in Helsinki, Freiburg und New York. Als Interpret spielt er ein breites Repertoire von der Alten Musik bis zur Avantgarde und der Freien Improvisation. Tiensuu konzertiert in den meisten europäischen Ländern, in Nordamerika und in Japan. Des Weiteren hat er Meisterklassen in barocker Aufführungspraxis sowie in der Interpretation Neuer Musik gegeben. Tiensuu hat auch im IRCAM, dem Pariser Zentrum für elektroakustische Musik gearbeitet.
Jukka Tiensuus Werkliste als Komponist enthält sowohl Stücke für großes Orchester als auch elektroakustische Musik, Kammermusik und Werke für Jazzband, Alte-Musik-Ensembles wie auch für Soloinstrumente, u. a. für das finnische Instrument Kantele.

## Auftragswerke
- 2012: Für den Finnischen und den Hessischen Rundfunk Voice verser für Sopran und Orchester. UA: 3. November 2012, Alte Oper, Frankfurt am Main.

## Auszeichnungen
- 2020: Sibelius-Preis der Wihuri-Stiftung[1]